# ميهالي فاشاش
ميهالي فاشاش (بالمجرية: Vasas Mihály)‏ (مواليد 14 سبتمبر 1933) هو لاعب كرة قدم. يلعب مع منتخب المجر لكرة القدم. سبق له أن لعب في كأس العالم لكرة القدم مع منتخب بلاده.

## روابط خارجية
- ميهالي فاشاش على موقع الاتحاد الدولي (مؤرشف)  (الإنجليزية)
- ميهالي فاشاش على موقع قاعدة بيانات كرة القدم.إي يو (الإنجليزية)
- ميهالي فاشاش على موقع ناشيونال فوتبول تيمز (الإنجليزية)
- ميهالي فاشاش على موقع Soccerway.com (الإنجليزية)
- ميهالي فاشاش على موقع عالم كرة القدم.نت (الإنجليزية)